# Swiss League
Die Sky Swiss League (durch Sponsoringvertrag offiziell Sky Swiss League; früher Nationalliga B, National League B) ist nach der National League die zweithöchste Eishockey-Liga in der Schweiz. Sie besteht seit der Saison 2025/26 aus elf Mannschaften.

## Geschichte
Seit 1986 werden zum Ende der Saison die Playoffs ausgetragen, bei denen der Meister der Liga bestimmt wird. 2007 wurde die Liga in National League B umbenannt. 2017 folgte eine weitere Änderung, dabei wurde sie in Swiss League umbenannt.
Für drei Saisons (2006/07–2008/09) bestritt auch die Schweizer U20-Nationalmannschaft pro Saison ein Spiel gegen jeden Club. Die Juniorenauswahl spielte selbst ausser Konkurrenz und konnte weder absteigen noch an den Playoffs teilnehmen. Die Nationalmannschaft des Schweizer Eishockeys genoss dabei immer Gastrecht im Stadion des Gegners und bot jeweils vor dem Spiel junge Spieler auf, die ansonsten in ihren Stammclubs engagiert waren.
Der TV- und Streaming-Anbieter Sky baut sein Engagement bei der Swiss Ice Hockey Federation weiter aus und wird neuer Naming Partner der Swiss League. Ab der Spielzeit Saison 2024/25 heisst die Swissleague also neu Sky Swiss League.

### TV-Vertrag
Ab der Saison 2017/18 sicherte sich UPC zusammen mit Suisse Digital die TV-Rechte für fünf Jahre und eine Rekordsumme von jährlich durchschnittlich 35,4 Millionen Schweizer Franken. Dabei war auf dem neu kreierten Sportsender MySports immer mittwochs ein ausgewähltes Spiel der Swiss League zu sehen und in den Playoffs jede Runde ein ausgewähltes Spiel. Vor der Saison 2022/23 wurde der eigene Kanal swissleague.tv gegründet und überträgt dort alle Spiele mit Kommentatoren der jeweiligen Sprache. Zur Saison 2023/24 wurde ein Vertrag mit Sky Sport und CH Media unterzeichnet, ausserdem sind alle Spiele weiterhin auf swissleague.tv zu sehen.
Der TV-Vertrag für die medialen Rechte mit Sky wurden vorzeitig verlängert. Der Naming-Vertrag, sowie der TV-Vertrag laufen ab sofort und über drei Saisons bis und mit der Spielzeit 2026/27.

## Modus
In der Saison 2006/07 wurde eine neue Punktevergabe analog der National League eingeführt. Die Saison gliedert sich in zwei Teile; eine Qualifikation und eine Finalrunde. In der Qualifikation spielten bis zur Saison 2015/16 die elf Vereine fünfmal gegen jeden Gegner (zwei Doppelrunden und eine Einfachrunde), damit absolvierte jedes Team 50 Spiele. Heute sind zwölf Vereine in der Liga vertreten, folglich werden 48 Runden ausgetragen. Während der Saisons 2009/10, 2010/11 und 2011/12 umfasste die Liga nur zehn Vereine. Folglich wurden 45 Runden ausgetragen.
Nach der Qualifikation ermitteln die besten acht Mannschaften den Schweizer B-Meister im Playoff-Stil, der gegen den Verlierer der Playouts der National League um den Aufstieg spielt. Die Viertelfinals, Halbfinals und der Final werden nach dem Modus Best of seven gespielt.

### Erleichterter Aufstieg
An der Versammlung der Nationalliga vom 11. Februar 2015 wurden einige Neuerungen beschlossen, welche einschliesslich bis zur Saison 2018/19 gültig sein sollten. Ziel war es, die Swiss League aufzustocken und den Aufstieg für die Teams der Regio League zu erleichtern. Damit die damaligen Vereine und zukünftigen Einsteiger eine gewisse Sicherheit bei der Planung des Spielbetriebs hatten, wurde der sportliche Abstieg bis und mit 2018/19 ausgesetzt. Teams aus der Regio League mussten weder zwingend Meister werden noch in der 1. Liga (vierthöchste Spielklasse) spielen.
Vereine, welche in die Swiss League einsteigen wollten, konnten dies auf zwei Wegen tun, als «Farmteam» eines National-League-Clubs oder als eigenständige Mannschaft. Farmteams müssen mehrheitlich im Besitz einer NL-Mannschaft sein und dürfen nicht in die höchste Liga aufsteigen.
Einen Antrag zum Aufstieg in die damalige National League B stellten die Rapperswil-Jona Lakers für den SC Herisau, welcher zum Farmteam hätte werden sollen, und der neunmalige Schweizer Meister EHC Arosa. Der SC Herisau spielt aktuell in der 2. Liga, der EHC Arosa stieg zum Ende der Saison sportlich aus der 1. Liga in die 2. Liga ab.
Während das Projekt in Herisau mit dem Abstieg der Lakers automatisch hinfällig wurde, erhielt Arosa keine Lizenz, dafür aber der Amateur-Schweizer-Meister EHC Winterthur.
In der Saison 2016/17 wurden die HCB Ticino Rockets als Farmteam des HC Ambrì-Piotta und die EVZ Academy als Farmteam des EV Zug in die damalige National League B aufgenommen.
Für die Saison 2022/2023 wurden die EVZ Academy wieder aufgelöst. Seit der Saison 2023/2024 heissen die HCB Ticino Rockets neu Bellinzona Rockets, und die neue Spielstätte heisst Centro Sportivo in Bellinzona.
Neu heissen die Bellinzona Rockets ab der Saison 2024/25 GDT Bellinzona Snakes.

## Teilnehmer
In der Saison 2024/25 sind folgende zehn Mannschaften vertreten:
| Team                  | Standort          | Eishalle                           | Kapazität   |
| --------------------- | ----------------- | ---------------------------------- | ----------- |
| EHC Arosa             | Arosa             | Sport- und Kongresszentrum Arosa   | 2'200       |
| GDT Bellinzona Snakes | Bellinzona        | Centro sportivo di Bellinzona      | 2’360       |
| EHC Basel             | Basel             | St. Jakob-Arena                    | 6'612       |
| HC La Chaux-de-Fonds  | La Chaux-de-Fonds | Patinoire des Mélèzes              | 5'600       |
| EHC Chur              | Chur              | Thomas Domenig Stadion             | 6'500       |
| GCK Lions             | Küsnacht          | KEK Küsnacht Kunsteisbahn Oerlikon | 2’200 1’500 |
| EHC Olten             | Olten             | Eisbahn Kleinholz                  | 5'384       |
| HC Sierre             | Sierre            | Eishalle Graben                    | 4'500       |
| HC Thurgau            | Weinfelden        | Eishalle Güttingersreuti           | 3’100       |
| EHC Visp              | Visp              | Lonza Arena                        | 5’150       |
| EHC Winterthur        | Winterthur        | Zielbau Arena                      | 2’496       |

### Ehemalige Mannschaften
Seit der Umbenennung der Nationalliga B in National League B im Jahr 2007 waren zudem folgende Vereine in der Liga vertreten:
- EHC Biel (bis 2008, Aufstieg)
- EHC Chur (bis 2008, Rückzug)
- HC Martigny (bis 2008, Rückzug)
- HC Neuchâtel Young Sprinters (bis 2009, Rückzug)
- Lausanne HC (bis 2013, Aufstieg)
- SCL Tigers (bis 2015, Aufstieg)
- HC Red Ice (bis 2017, Rückzug)
- SC Rapperswil-Jona Lakers (bis 2018, Aufstieg)
- HC Ajoie (bis 2021, Aufstieg)
- EHC Kloten (bis 2022, Aufstieg)
- EVZ Academy (bis 2022, Rückzug)
- SC Langenthal (bis 2023, Rückzug)
- HCV Martigny (bis 2024, Rückzug)